# Lissoteles capronae
Lissoteles capronae là một loài ruồi trong họ Asilidae. Lissoteles capronae được Martin miêu tả năm 1961. Loài này phân bố ở vùng Tân nhiệt đới.